# 立石文雄
立石 文雄（たていし ふみお、1949年7月6日 - ）は、日本の経営者。オムロン会長を務めた。京都府出身。

## 経歴・人物
1972年に慶應義塾大学商学部を卒業し、1975年に立石電機に入社した。1997年6月に取締役に就任し、1999年6月に常務、2003年6月に副社長、2008年6月に副会長を経て、2013年6月に会長に就任。2023年4月に名誉顧問に就任。